# オイミャコン地区
オイミャコン地区(オイミャコンちく、ロシア語: Оймяконский улус; サハ語: Өймөкөөн улууhа)とは、ロシア連邦、サハ共和国の34の地区（ラヨン、ulus）のうちの一つである。面積は92,300 km2。地区の中心地はウスチ＝ネラ。人口10,109人（2010年）。

## 行政区画
- 都市型集落:
  - アルティク (Артык)
  - ウスチ＝ネラ (Усть-Нера)
- 村（nasleg）。
  - オイミャコン
  - トムトル
  - オルト＝バラガン
  - テリュート
  - ユチュゲイ